# Karl Angerer
Karl Angerer, född 1838 och död 1916, var en österrikisk reproduktionstekniker.
Angerer inlade stora förtjänster i den moderna reproduktionsteknikens utveckling. Han grundade 1870 den ansedda reproduktionsfirman Angerer & Göschl i Wien, vilken särskilt på 1880- och 90-talen utförde mycket arbete även till svenska beställare.